# ARVI

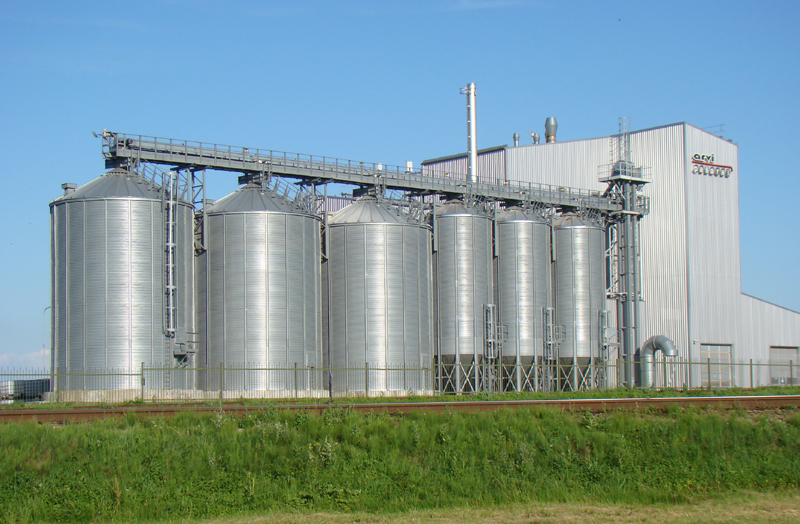
„Arvi pašarai“ in Marijampolė

UAB Arvi ir Ko ist eine litauische agrarische Unternehmensgruppe in Marijampolė. 2012 erzielte sie den Umsatz von 800 Mio. Litas (231,7 Mio. Euro). Es gibt 2.500 Mitarbeiter (2007). Der Leiter ist Vidmantas Kučinskas.
Das Unternehmen unterstützte den Bau der ARVI Arena.

## Unternehmen
- UAB „Arvi fertis“ – Dünger-Produktion und Handel, Kohle-, Bahn-Spedition
- UAB „Arvi cukrus“ – Zucker Produktion und Vermarktung von Biodiesel-Produktion
- UAB „ARVI Kalakutai“ – Putenverarbeitung
- Arvi fermos – Puten
- UAB „Marijampolės pašarai“ – Futter-Produktion und Handel
- UAB „Baltijos agroverslo projektai“ – Business Consulting
- UAB „Noringė“ – Hotel, Restaurant, SPA
- UAB „Rietavo veterinarinė sanitarija“ – Verarbeitung von tierischen Abfällen
- UAB „Jungtinė ekspedicija“ – mariner Frachtverkehr
- VšĮ „Sveikatingumo idėjos“ – Frauen-Basketball-Team
- UAB „Baltkalis“ –  Handel mit Kali-Düngern und technischem Salz
- Russland: ARVI NPK (Kaliningrad) – Dünger Produktion und Handel
- Rumänien:  ARVI Agro S. R. L. – Düngerhandel
- Belgien: „Arvibelagro“
- Lettland: Reneta SIA – Fisch-Abfallverwertung